# مایکل چاوز
مایکل چاوز (انگلیسی: Michael Chaves؛ زادهٔ ۳ نوامبر ۱۹۸۴) کارگردان فیلم، و فیلم‌نامه‌نویس اهل ایالات متحده آمریکا است. وی از سال ۲۰۰۹ میلادی تاکنون مشغول فعالیت بوده‌است.